# Bragg Creek (Alberta)
Bragg Creek ist ein unselbständiges Dorf (englisch Hamlet) im Süden der kanadischen Provinz Alberta und gehört zum Rocky View County.
Bragg Creek liegt 30 Kilometer westlich von Calgary, im Vorland der Rocky Mountains und des Kananaskis Country und wird vom Elbow River durchflossen. Außerdem passiert der Alberta Highway 22 die Siedlung.
Der Zensus im Jahr 2021 ergab für die Siedlung eine Bevölkerung von 432 Einwohnern, nachdem der Zensus im Jahr 2016 für die Gemeinschaft noch eine Bevölkerung von 418 Einwohnern ergeben hatte. Die Bevölkerung hat damit im Vergleich zum letzten Zensus im Jahr 2016 etwas schwächer als der Trend in der Provinz um 4,8 % zugenommen, während der Provinzdurchschnitt bei einer Bevölkerungszunahme von 3,3 % lag. Im Zensuszeitraum von 2011 bis 2016 hatte die Einwohnerschaft noch leicht abgenommen.

## Freizeit
Die schöne Berglandschaft, Erholungsgebiete wie der Bragg Creek Provincial Park und der Bragg Creek Ice Cave, die zahlreichen Wander-, Rad- und Reitwege, sowie die nahen Elbow Falls machen Bragg Creek zu einem beliebten Ort für Urlaub und Tagestouren.

## Fernsehen
In Bragg Creek wurden die Filme Storm, Killer Image, Powerplay und Verraten gedreht. Zudem strahlte der Fernsehsender CBC in den 1990er Jahren die Serie Die Mounties von Lynx River aus, die in Bragg Creek gedreht wurde. 2007 war das Dorf Drehort für die Kinderserie Dinosapien und 2009 für die TV-Serie Wild Roses. Einige Abschnitte des Films Fubar wurden ebenfalls in Bragg Creek verfilmt.